# 帰ってきたセンチメンタルナイト
『帰ってきたセンチメンタルナイト』は、1998年4月7日から1998年9月29日まで毎週火曜日、深夜24:30 - 25:00枠でTBSラジオにて放送されていたラジオ番組である。
ゲーム「センチメンタルグラフティ」の出演者である「SGガールズ」と呼ばれる12名の女性声優がパーソナリティを担当していた。
「センチメンタルナイト」シリーズは基本的にゲーム発売のプロモーション番組であるが、本番組はアニメ「センチメンタルジャーニー」のプロモーションのための番組である。

## 出演者
- ラジオ番組のパーソナリティとしては珍しい「組編成」の制度を取り、各組はセンチメンタルジャーニーの登場順になっている。
  - A組メンバーが第1話〜第3話のヒロイン役
  - B組メンバーが第4話〜第6話のヒロイン役
  - C組メンバーが第7話〜第9話のヒロイン役
  - D組メンバーが第10話〜第12話のヒロイン役
- A組から順に3週連続で出演し、次の組に交代するというシステムだった。
- 各組にはリーダー制度が設置されたが、「組長」ではなく「リーダー」と呼称し、B組のみ「委員長」と呼称していた。
  - ただし、C組も何度か委員長の呼称を使用したことがある。

### 各組メンバー
基本的には各組内の最年長者がリーダーであるが、C組のみ最年少者がリーダーだった。
| 組名 | 各組のリーダー             | 2人目                    | 3人目                    |
| ---- | -------------------------- | ------------------------ | ------------------------ |
| A組  | 米本千珠（松岡千恵役）     | 鈴木麗子（遠藤晶役）     | 西口有香（七瀬優役）     |
| B組  | 豊嶋真千子（杉原真奈美役） | 小田美智子（綾崎若菜役） | 満仲由紀子（森井夏穂役） |
| C組  | 牧島有希（保坂美由紀役）   | 岡本麻見（星野明日香役） | 今野宏美（山本るりか役） |
| D組  | 鈴木麻里子（沢渡ほのか役） | 岡田純子（安達妙子役）   | 前田愛（永倉えみる役）   |

## 放送年月日

### 放送回数・放送年月日・出演組一覧
| 放送回数 | 放送年月日     | 曜日 | 出演組 |
| -------- | -------------- | ---- | ------ |
| 第 1回   | 1998年 4月7日  | 火曜 | 全員   |
| 第 2回   | 1998年 4月14日 | 火曜 | A組    |
| 第 3回   | 1998年 4月21日 | 火曜 | A組    |
| 第 4回   | 1998年 4月28日 | 火曜 | A組    |
| 第 5回   | 1998年 5月5日  | 火曜 | B組    |
| 第 6回   | 1998年 5月12日 | 火曜 | B組    |
| 第 7回   | 1998年 5月19日 | 火曜 | B組    |
| 第 8回   | 1998年 5月26日 | 火曜 | C組    |
| 第 9回   | 1998年 6月2日  | 火曜 | C組    |
| 第10回   | 1998年 6月9日  | 火曜 | C組    |
| 第11回   | 1998年 6月16日 | 火曜 | D組    |
| 第12回   | 1998年 6月23日 | 火曜 | D組    |
| 第13回   | 1998年 6月30日 | 火曜 | D組    |
| 第14回   | 1998年 7月7日  | 火曜 | A組    |
| 第15回   | 1998年 7月14日 | 火曜 | A組    |
| 第16回   | 1998年 7月21日 | 火曜 | A組    |
| 第17回   | 1998年 7月28日 | 火曜 | B組    |
| 第18回   | 1998年 8月4日  | 火曜 | B組    |
| 第19回   | 1998年 8月11日 | 火曜 | B組    |
| 第20回   | 1998年 8月18日 | 火曜 | C組    |
| 第21回   | 1998年 8月25日 | 火曜 | C組    |
| 第22回   | 1998年 9月1日  | 火曜 | C組    |
| 第23回   | 1998年 9月8日  | 火曜 | D組    |
| 第24回   | 1998年 9月15日 | 火曜 | D組    |
| 第25回   | 1998年 9月22日 | 火曜 | D組    |
| 第26回   | 1998年 9月29日 | 火曜 | 全員   |

※　赤字の火曜は祝日。

## コーナー
- センチメンタルミステイク

デート中の失敗談・学校での失敗談など、人生に於けるあらゆる失敗談を紹介するコーナー
- アナタへの伝言板

伝えたい人へ自分の想いを伝えるコーナー
- センチお国自慢

リスナーやSGガールズ達の地元の有名な土産物・祭り・方言などを紹介するコーナー
※　雑談などを主とした、コーナー以外のハガキも公募していた。

※　放送していた局が同じTBSラジオであるためか、アニラジの長寿番組である『林原めぐみのTokyo Boogie Night』とコーナーの形式が似ている。
以下のようにそれぞれ相当すると考えられる。
| 当番組のコーナー名       | 林原めぐみのTokyo Boogie Night における相当すると思しきコーナー |
| ------------------------ | --------------------------------------------------------------- |
| センチメンタルミステイク | ふつうのおたより                                                |
| コーナー以外のハガキ     | ふつうのおたより                                                |
| アナタへの伝言板         | 電波私物化クラブ                                                |
| センチお国自慢           | こんなんありますぅ                                              |

## エピソード
- 最終回で西口有香がリーダー宣言をしている。

## DJCD
ネットラジオの普及以前である当時としては珍しい、番組内容をそのまま録音したDJCDを4巻発売している。1巻につき3放送分ずつ収録したCDが2枚組で計6放送分が収録されている。ただし、番組内で放送されていた内容の中でもラジオドラマはドラマCDとして別収録した物を発売しているため、カットされている。また、番組提供CMなども番組内容とは直接無関係であるため、カットされている。
| 巻数  | 収録内容               | 出演組   |
| ----- | ---------------------- | -------- |
| 第1巻 | 第 2回放送〜第 7回放送 | A組・B組 |
| 第2巻 | 第 8回放送〜第13回放送 | C組・D組 |
| 第3巻 | 第14回放送〜第19回放送 | A組・B組 |
| 第4巻 | 第20回放送〜第25回放送 | C組・D組 |

- 第1回放送（新番組）と第26回放送（最終回）は全巻購入得点である「SPECIAL DISK」（以下、S.D.）と題されたCDに収録されている。

S.D.を入手するには、第1巻〜第4巻を購入した際に帯に附属していた「応募券」をそれぞれ集め、合計4枚すべてを集めて送付すると入手することが出来た。
ただし、実際には経費が2000円ほど掛かる。
| 巻数  | 収録内容       | 型番       | JANコード     | 発売年月日     | 売価（税込） | 発売元 | 発売協力       | 備考       |
| ----- | -------------- | ---------- | ------------- | -------------- | ------------ | ------ | -------------- | ---------- |
| 第1巻 | 第 2回〜第 7回 | MACM-1033  | 4961524102587 | 1998年12月26日 | 3675円       | MOVIC  | パイオニアLDC  | なし       |
| 第2巻 | 第 8回〜第13回 | MACM-1034  | 4961524102686 | 1998年12月26日 | 3675円       | MOVIC  | パイオニアLDC  | なし       |
| 第3巻 | 第14回〜第19回 | MACM-1035  | 4961524102785 | 1999年1月23日  | 3675円       | MOVIC  | パイオニアLDC  | なし       |
| 第4巻 | 第20回〜第25回 | MACM-1036  | 4961524102884 | 1999年1月23日  | 3675円       | MOVIC  | パイオニアLDC  | なし       |
| S.D.  | 第 1回・第26回 | MACM-1036X | なし          | 1999年（製造） | 非売品 ※     | MOVIC  | 日本コロムビア | 実質2000円 |

## 帰ってきたセンチメンタルナイト 20
2018年1月22日に『センチメンタルグラフティ』が発売から20年を迎えることから、それを遡る約1年3ヶ月前の2016年10月にSGガールズのメンバーが集まり、来たる20周年を記念して何かイベントをやろうという企画が立案された。しかし、個々のメンバーがそれぞれ多忙であることや、メンバーの一人である小田美智子が既に引退しているため、メンバー全員が再集結することが困難であることもあって企画はなかなか進展しなかったが、紆余曲折を経て2017年11月にはtwitterの公式アカウントが開設され、20周年記念プロジェクトが正式にスタートした。その情報配信の最先端としてツイキャスを利用したネット番組の配信を2018年8月2日から開始した。SGガールズが出演したラジオ番組は『センチメンタルナイト』『帰ってきたセンチメンタルナイト』『Onlyセンチメンタルナイト2』と3番組あるが、その中で最も有名なのが当番組『帰ってきたセンチメンタルナイト』であることから、当番組の名を冠し、かつ20周年であることを意味する「20」を付けて『帰ってきたセンチメンタルナイト 20』と題した番組名となった。ラジオ番組放送時はインターネットラジオが普及していない時代であったが、現在はインターネットラジオも広く普及していることから、メンバーたちが直接出演する顔出し形式の配信となった。当番組では豊嶋真千子が責任者となっており、全回に出演している。ラジオ放送当時とは異なり、メンバーの規則的な出演は制定されておらず、豊嶋以外のメンバーは毎回無作為に出演している。概ね4人での出演が多いが、第04回では直接出演が5人おり、その他に中継出演が1人の6人出演となった。
| 配信回数 | 配信年月日    | 責任者     | 2人目      | 3人目      | 4人目      | 5人目    | 6人目    | 備考                             |
| -------- | ------------- | ---------- | ---------- | ---------- | ---------- | -------- | -------- | -------------------------------- |
| 第01回   | 2018年8月2日  | 豊嶋真千子 | 前田愛     | 鈴木麻里子 | 今野宏美   |          |          |                                  |
| 第02回   | 2018年8月4日  | 豊嶋真千子 | 前田愛     | 満仲由紀子 | 西口有香   |          |          |                                  |
| 第03回   | 2018年8月10日 | 豊嶋真千子 | 鈴木麻里子 | 今野宏美   | 鈴木麗子   |          |          |                                  |
| 第04回   | 2018年8月12日 | 豊嶋真千子 | 前田愛     | 鈴木麻里子 | 満仲由紀子 | 有島モユ | 米本千珠 | 満仲由紀子の自宅からの配信だった |

## 関連人物
- 大倉らいた（センチメンタルグラフティ原作者）
- 甲斐智久（キャラクターデザイン）
- 多部田俊雄（ディレクター）
- 窪田正義（ディレクター）
- 岸野幸正（清華女子高校校長役、卒業シリーズと共通出演）